# Hellion
Pour les articles homonymes, voir Hellion (homonymie).
Hellion (de son vrai nom Julian Keller) est un super-héros appartenant à l’univers de Marvel Comics. Il a été créé par Nunzio DeFilippis, Christina Weir (scénario) et Keron Grant (dessin), et est apparu pour la première fois dans New Mutants vol.2 #2 en 2003.

## Biographie fictive
Julian Keller est à l'origine un élève de l’Escadron Alpha, dirigé par Véga, mais il décide de changer de conseiller et choisit Emma Frost. Se baptisant Hellion, il reçoit le leadership de l’équipe du même nom. Subissant l'influence de l’ex-Reine Blanche, il adopte une attitude de « bad boy » et se fait des ennemis parmi les étudiants. Il séduit néanmoins Alizé, bien qu'il déteste sa meilleure amie Giroflée. Leur relation n'est pas des plus heureuses, notamment à cause de Giroflée, puis à cause de l’absence de Hellion à l'enterrement de Véga.
Après le M-Day, Keller est l'un des rares mutants à conserver ses pouvoirs. Il est sélectionné lors du tournoi organisé par Emma Frost et faillit devenir le chef des Young X-Men, mais refuse de piéger X-23 sur l'ordre d'Emma. Pour le punir, celle-ci élut Surge à ce poste. Pour comble de malheur, Alizé choisit de rentrer en Argentine après la perte de ses pouvoirs…
Récemment[Quand ?], Hellion est enlevé, de même que Surge et Meltdown, par Bastion et son organisation qui voulaient leur inoculer le nouveau virus Legacy afin qu’ils servent de vecteur pour contaminer les autres mutants. Il fut sauvé par X-Force.

## Pouvoirs
- Hellion est l'un des plus puissants télekinésistes au monde. Il peut ainsi déplacer des objets ou des personnes par la seule force de la pensée, voler et créer des champs de force.

## Apparitions dans d'autres médias
Le personnage apparaît dans 3 épisodes de la série d'animation Wolverine et les X-Men, entre 2008 et 2009.